# Micheil Korkia
Micheil Korkia (gruzínsky: მიხეილ ქორქია; 10. září 1948 Kutaisi – 7. února 2004 Tbilisi) byl gruzínský basketbalista, který reprezentoval Sovětský svaz. S jeho basketbalovou reprezentací získal zlatou olympijskou medaili na hrách v Mnichově roku 1972 a za čtyři roky v Montrealu k tomu přidal olympijský bronz. Je též mistrem Evropy z roku 1971, má z evropského šampionátu i dvě stříbra (1975, 1977). Za reprezentační tým nastupoval v letech 1971-1977. Celou svou hráčskou kariéru (1965-1979) strávil v jediném klubu, Dinamu Tbilisi. Jednou s ním vyhrál sovětskou ligu (1968) a jednou sovětský pohár (1969). Po skončení hráčské kariéry se stal trenérem, vedl nejprve Dinamo Tbilisi (1980-1981) a poté Dinamo Moskva (1982-1983). Měřil 196 cm. Jeho strýc Otar Korkia byl rovněž slavným basketbalistou. V roce 1972 byl jmenován Zasloužilým mistrem sportu Sovětského svazu. Je jedním ze dvou gruzínských basketbalistů, který má olympijské zlato (druhým je Zurab Sakandelidze). Po pádu komunismu se stal jedním z majitelů a prezidentem fotbalového klubu Torpedo Kutaisi.